# OK Sloga Uskoplje
OK Sloga  je bosanskohercegovački odbojkaški klub iz Uskoplja.

## Povijest
Klub je osnovan 2013. godine kao OK Uskoplje. Okuplja djevojčice u dobi od 8 do 16 godina. Natječu se u Omladinskoj odbojkaškoj ligi ŽSB u pionirskoj, kadetskoj i juniorskoj konkurenciji.